# Gendern
« Gendern » ou « Gendering » (de l'anglais gender « genre social » : approximativement « gendérisation ») est un néologisme allemand formé à partir de mots issus de l'aire linguistique anglo-saxonne, désignant le plus fréquemment l'examen ou l'analyse d'aspects de genre rapportés à une population, en sciences, statistiques ou dans l'enseignement. Par exemple, une distinction est faite entre les données statistiques sur les femmes et sur les hommes (voir les écarts de données sur le genre). En allemand, la gendérisation est le marqueur d'un langage soucieux du genre qui vise à rendre la langue écrite et parlée plus inclusive.

## La gendérisation dans la langue allemande
En linguistique, le Gendern fait référence à l'utilisation de formulations épicènes pour assurer l'égalité linguistique entre les genres en allemand. Gabriele Diewald et Anja Steinhauer définissent en 2019 : « La gendérisation est, de manière très générale, un processus linguistique pour assurer l'égalité, c-à-d. pour parvenir à un traitement égal et équitable des femmes et des hommes dans le langage courant. La gendérisation implique donc l'utilisation d'un langage inclusif. », Cela concerne principalement la désignation des personnes (noms et pronoms) et leur usage sexospécifique ou neutre. Afin d'éviter l'utilisation d'un masculin générique (enseignants) en raison de son ambiguïté et aussi afin d'inclure également, par des formulations appropriées, les personnes non binaires, deux approches ont été développées à partir de la fin des années 1970 :
1. Pour rendre visibles les genres sont utilisés, il est possible de les désigner par des formulations correspondant au sexe/genre des personnes désignées : (en jargon linguistique leur "sexus", correspondant au sexe biologique) - il existe des options mixtes :
  1. la dénomination complète (forme paire) désigne les hommes et les femmes : Lehrerinnen und Lehrer, ein Schüler oder eine Schülerin (des enseignantes et enseignants, un ou une élève)
Les formes abrégées en paires sont écrites avec une barre oblique en allemand (le français agira différemment, se rapporter aux articles dédiés) : Lehrer/Lehrerinnen (enseignants/enseignantes) ou en abrégé : Lehrer/-innen (enseignant/es) - en dehors des règles orthographiques officielles, on utilise aussi les abréviations en Lehrer/innen ou à l'aide d'un I majuscule (Binnen-I) : LehrerInnen.
  2. Les orthographes multi-genres sont utilisées depuis 2003 et de plus en plus depuis l'introduction légale en 2018 de la troisième option de genre, « divers », mais ne sont pas couvertes par les règles orthographiques : le Gendersternchen (littéralement : "astérisque de genre") comme dans : Lehrer*innen, les deux points : Lehrer:innen ou le tiret bas : Lehrer_innen
2. Pour neutraliser, on utilise uniquement des formulations de genre indéterminé qui ne donnent aucune indication quant au genre des personnes désignées :
  1. désignation neutre
par des substantifs neutres en termes de genre (Lehrpersonen - personnes enseignantes)
par des participes ou des adjectifs substantivés (Lehrende – littéralement "enseignant", participe présent substantivé du verbe "enseigner". Ce même substantif est identique au masculin et au féminin)
par des catégories (Lehrkräfte - équipe enseignante)
  2. reformulation neutre
en reformulant avec l'adjectif (lehrend tätig sein - être actif dans l'enseignement)
par l'ajout de subordonnées (alle, die unterrichten - "tous ceux" qui enseignent. L'allemand ne marque pas de genre avec "alle")
en paraphrasant à la voix passive (Es ist zu beachten - il est à noter)
par adresse directe (votre signature)

### Restrictions à la gendérisation
En mars 2018, lors d'une affaire individuelle, la Cour fédérale de justice allemande a refusé d'imposer à des prestataires de services l'obligation d'adopter un langage inclusif : la plus haute instance de droit civil allemande a rejeté la plainte de Marlies Krämer, militante féministe de 80 ans, qui a demandé à sa filiale de la Sparkasse (caisse d'épargne) de s'adresser à elle dans ses courriers par le terme "cliente" au lieu de la tournure grammaticalement masculine « client » employé comme masculin générique. Elle a également demandé une féminisation de la formule « titulaire du compte, destinataire » (en allemand "Kontoinhaber, Empfänger") Cependant, d'après la Cour fédérale, les formulaires pourraient rester au masculin et les femmes ne subiraient aucun désavantage si l'on s'adresse à elles au masculin générique,. La linguiste Carolin Müller-Spitzer a critiqué le jugement de la Cour fédérale : « Ce point de vue contredit toutefois un grand nombre d'études empiriques sur la compréhension du masculin générique ». Maria Wersig, présidente de l'Association allemande des femmes juristes, a regretté la décision de la Cour fédérale et a déclaré qu'il y avait encore beaucoup à faire en termes de langage inclusif. Marlies Krämer a annoncé porter l'affaire devant la Cour constitutionnelle fédérale et si nécessaire devant la Cour de justice européenne. En juillet 2020, la Cour constitutionnelle fédérale a rejeté la plainte en raison de motifs insuffisants. La plaignante, aujourd'hui âgée de 82 ans, a déclaré qu'elle irait faire appel devant la Cour européenne des droits de l'homme (CEDH).
Le parti allemand Die Linke a déclaré en septembre 2019 : « Dans l'intérêt d'une lecture fluide et d'une lisibilité par machine, l'orthographe "gendérisée" ne devrait pas être utilisée. Il convient donc d'écrire à chaque fois « utilisatrices et utilisateurs ». Seuls les caractères spéciaux comme le Gendersternchen, le Binnen-I et le tiret bas sont compris ici comme gendérisation, en raison de leur lecture parfois incompréhensible par les appareils de lecture automatique, rendant compliquée aux personnes handicapées la lecture de documents sur Internet. Les textes du programme et du dépliant ne sont pas affectés par cette décision.
En mars 2021, l'Association allemande des aveugles et des malvoyants (DBSV) recommande d'éviter la gendérisation utilisant des caractères spéciaux et typographiques et d'utiliser plutôt des désignations neutres (l'équipe) ou par paire (les employés et employées). L'utilisation de signes de ponctuation et de caractères spéciaux poserait des problèmes lors de la lecture à voix haute par des personnes ou des logiciels et lors de la transcription du braille. Au lieu de cela, l'association recommande des formulations qui n'excluent pas les identités de genre. Ces recommandations pourraient changer s'il existait des règles uniformes de gendérisation, « auxquelles les personnes qui lisent à haute voix et les fabricants de programmes informatiques pourraient s'adapter ».

## Gendérisation en sciences
En sciences historiques et sociales, la gendérisation est utilisée pour indiquer que la problématique et le point de vue de l'étude sont liées aux spécificités de genre. On présuppose ainsi que le genre joue un rôle dans presque tous les domaines de la vie et que les relations de pouvoir sont genrées ; le genre imprègne la pensée, les idées, le monde social et politique, et cela constitue le « genre social » (gender).
Par exemple, l'historienne des sciences américaine Londa Schiebinger a retracé les divers processus de gendérisation au sein des sciences naturelles autour de 1800. Elle a démontré la manière dont les représentations et les dichotomies de genre qui prévalaient à l'époque ont façonné la pensée scientifique. L'historienne du droit et sociologue Ute Gerhard et l'historienne Joan Scott utilisent le terme "male gendering" (gendérisation masculine) pour désigner la structure de base du concept de citoyenneté, discriminatoire à l'égard des femmes, telle qu'elle a été mise en place pour la première fois pendant la Révolution française.
Dans les domaines de la recherche et de l'enseignement, le terme « gendering intégratif » est utilisé pour désigner l'intégration des aspects de genre à tous les niveaux didactiques universitaires et dans tous les champs d'action universitaires. Dans ce contexte, les catégories de genre suivantes sont utilisées : 
- Études de genre (recherche sur le genre : par exemple, théories féministes de la science )
- La compétence de genre comme compétence clé
- Le genre comme contenu (ancré dans le cursus)
- Organisation et cadre des études
- Didactique adaptée au genre, modules sur le genre (par exemple des cours réservés aux femmes)
- Linguistique du genre (sous-domaine de la sociolinguistique)
- Diversité (sciences sociales)